# Яри (оружие)

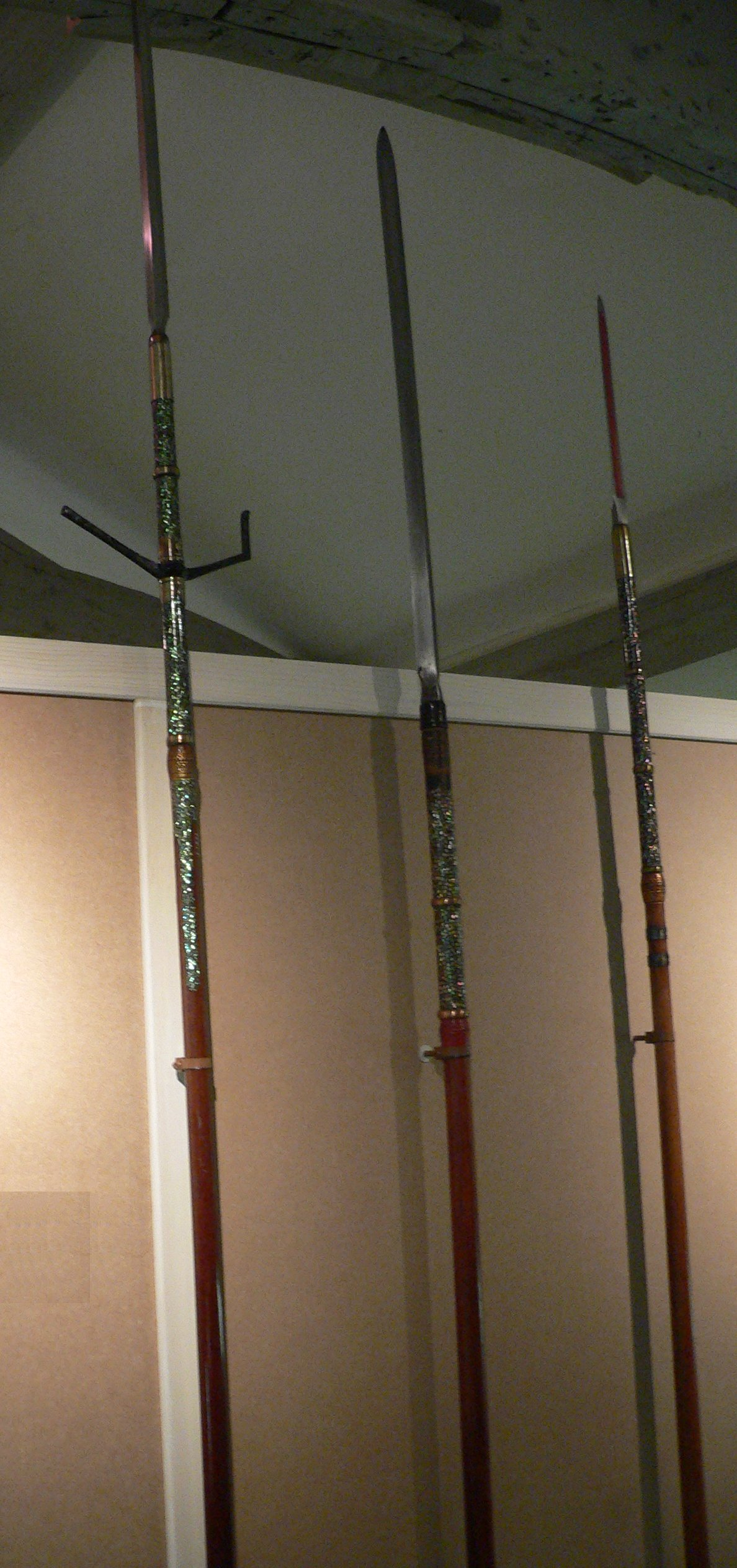
3 яри

Яри (яп. 槍) — японский тип древкового оружия, представляющий собой копьё и имеющий множество модификаций. Термин появился в период Камакура.

## История
Самое древнее японское копьё называется «хоко». Наконечники хоко были втулочными, с ромбическим в сечении пером длиной около 25 см. Иногда они дополнительно снабжались крюком, наподобие багра. К периоду Нара относят появление тэбоко — «ручного копья» с прямым или слегка изогнутым наконечником около 30 см, с выступающим ребром. Поначалу оно отличалось небольшим древком и, возможно, применялось для метания, но к периоду Намбокутё его длина увеличилась до 1,8 м, и его стали называть «кикути-яри». Во второй половине периода Муромати копья получают наибольшее распространение и появляются различные модификации.

## Конструкция
Классическое яри состоит из древка («эбу» или «нагаэ»), к которому крепится наконечник («хо»). Древко длиной 1,8—2,5 м, в сечении, как правило, круглое или многогранное (а не овальное), из дуба или, реже — бамбука. Наконечники были длиной 15—90 см и отличались мечевидной формой, крепились с помощью хвостовика («накаго»). Они позволяли наносить колющие и рубящие удары. Благодаря таким наконечникам яри могут быть классифицированы, как глефы. Иногда на 30 см ниже наконечника делалась металлическая крестовина «хадомэ». Обычной была цуба. Для более надёжного крепления конец древка снабжали крепёжной муфтой («хабаки») и шайбами («сэппа»). На нижнем конце был подток («исидзуки»), который мог применяться для нанесения ударов. Верхняя часть древка лакировалась и обматывалась шнуром («сэн-дан-маки»).

## Разновидности

### Су-яри
Также сугу-яри. Простые копья с прямым наконечником. По форме наконечника включали:
- Санкаку-яри — с трёхгранным пером.
- Рё-синоги-яри — с пером ромбического сечения.
- Сасахо-яри — с пером в виде листа бамбука.

По длине древка:
- Оми-яри — исключительно длинные яри. Иногда в длину достигали 6,5 м. Такие копья применялись только против кавалерии.
- Тэ-яри — укороченные копья для боя в помещении. Общей длиной 2,1 м, 15 см наконечник.

Также выделяют фукуро-яри со втулочным наконечником.

### Кама-яри
Означает «копьё-серп». Имели дополнительные клинки.
- Дзюмондзи-яри или магари-яри — японская рунка. У неё два дополнительных клинка эда были немного изогнуты вперёд.
- Катакама-яри — это оружие отличалось одним дополнительным клинком или же асимметричными дополнительными клинками.
- Ситамуко-кама-яри и ситамуко-дзюмондзи-яри — яри с направленными назад боковыми клинками.
- Каги-яри от обычного яри отличалось лишь наличием закреплённого у основания наконечника направленного вперёд крюка для захвата вражеского оружия.
- Бисямон-яри — своеобразная алебарда с двумя топорами с вогнутыми лезвиями.

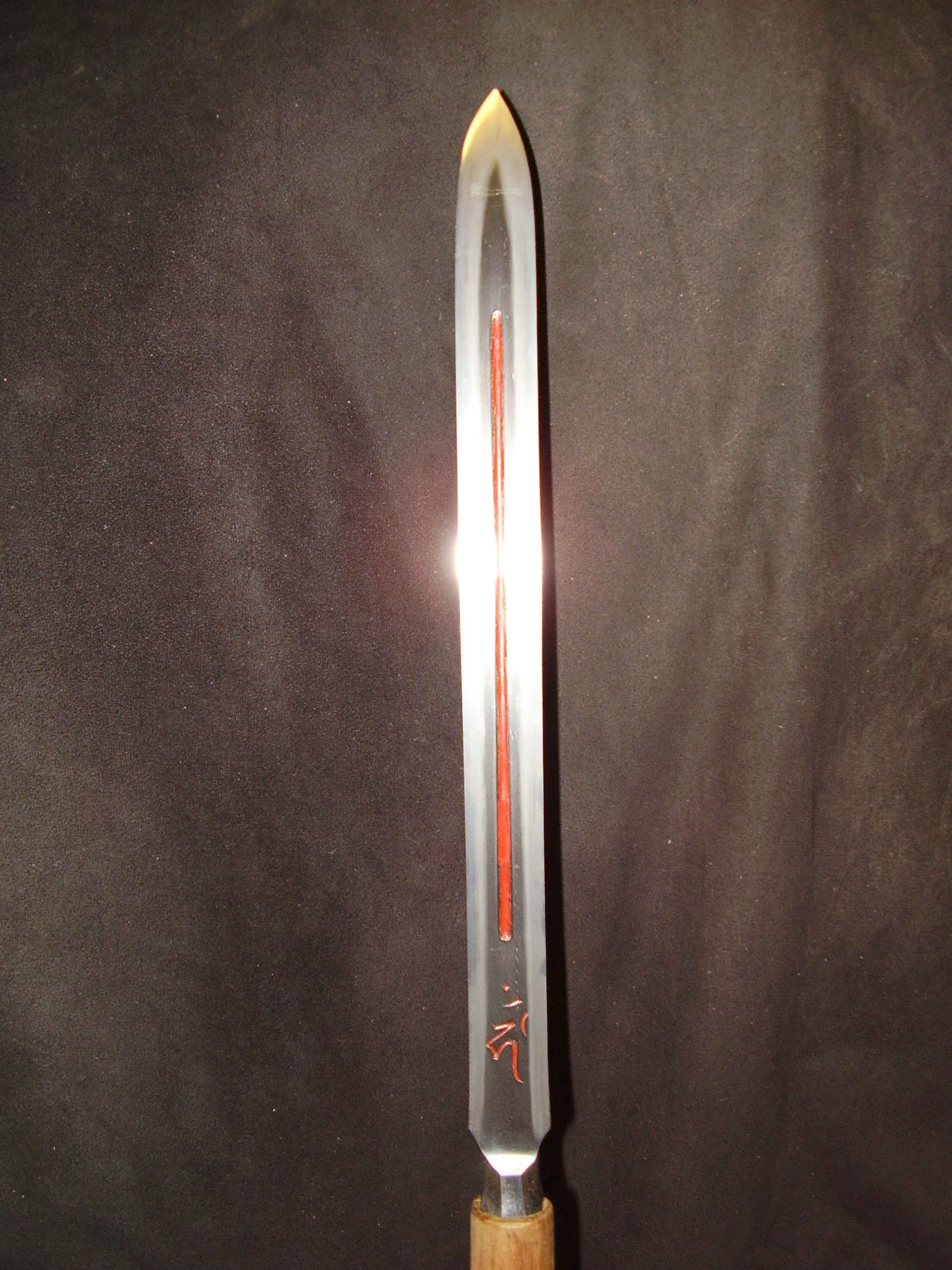
Наконечник яри
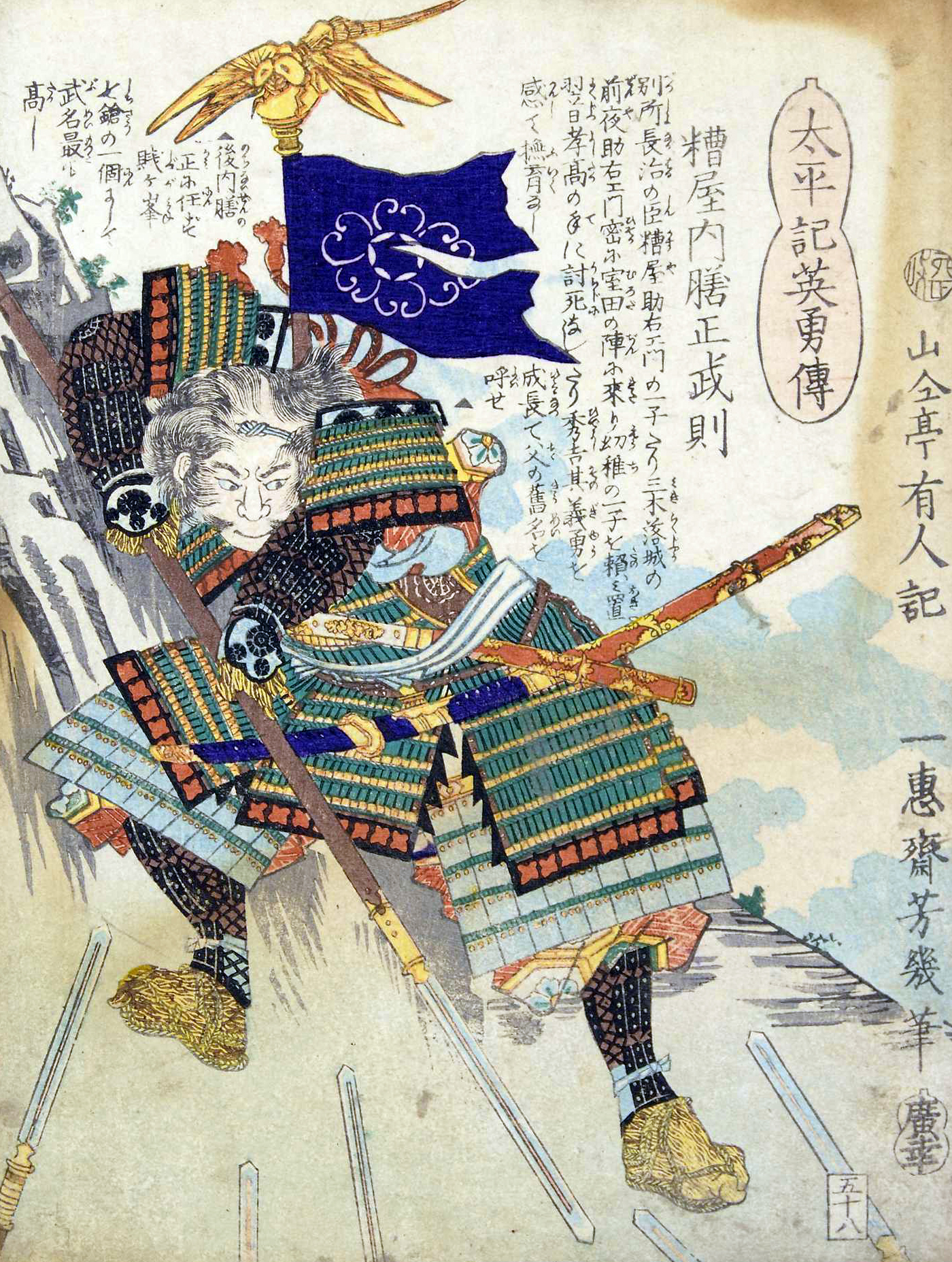
Касуя Такэнори с сугу-яри. Гравюра Утагава Ёсиику, 1867 г.
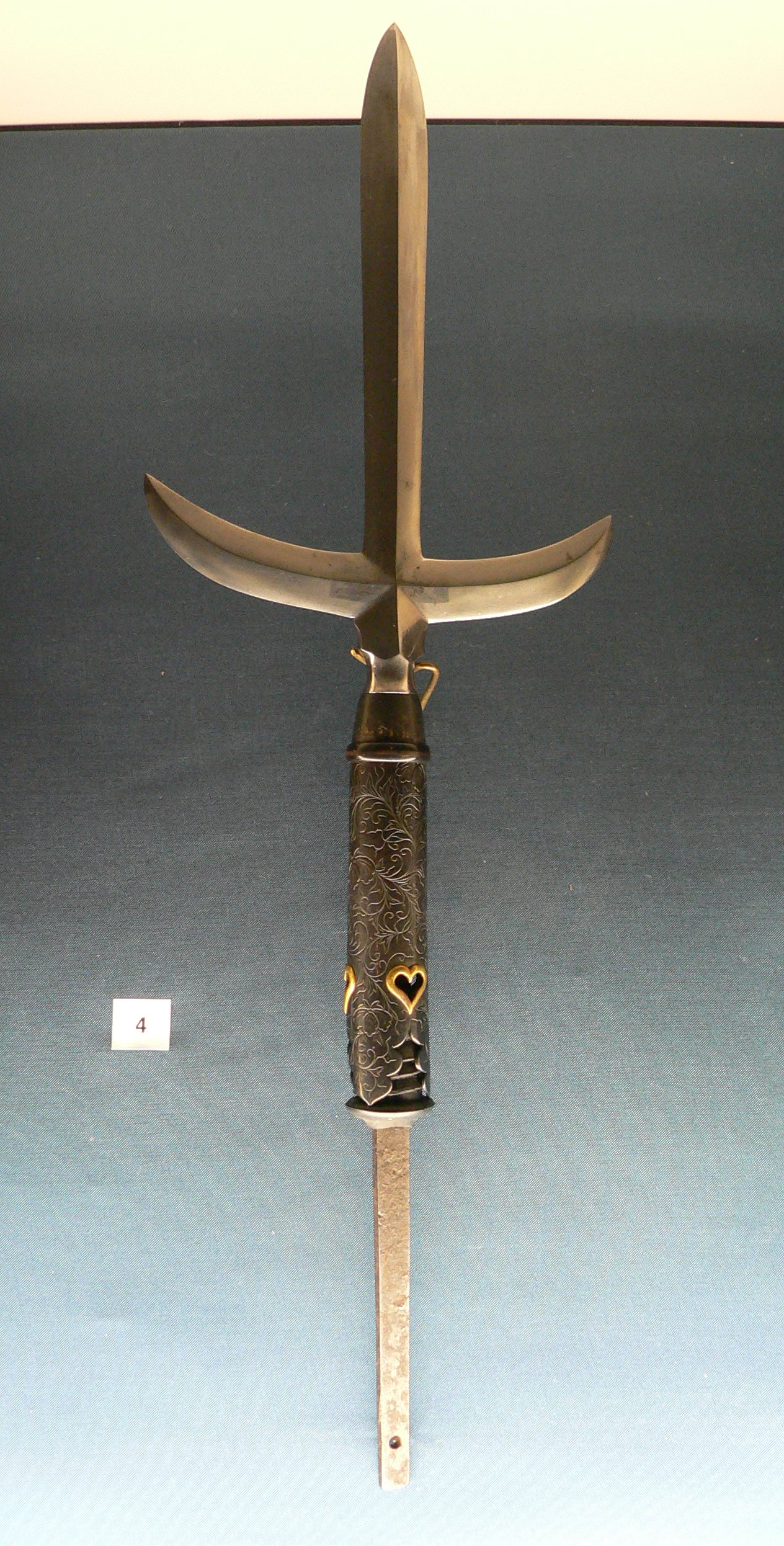
Наконечник дзюмондзи-яри
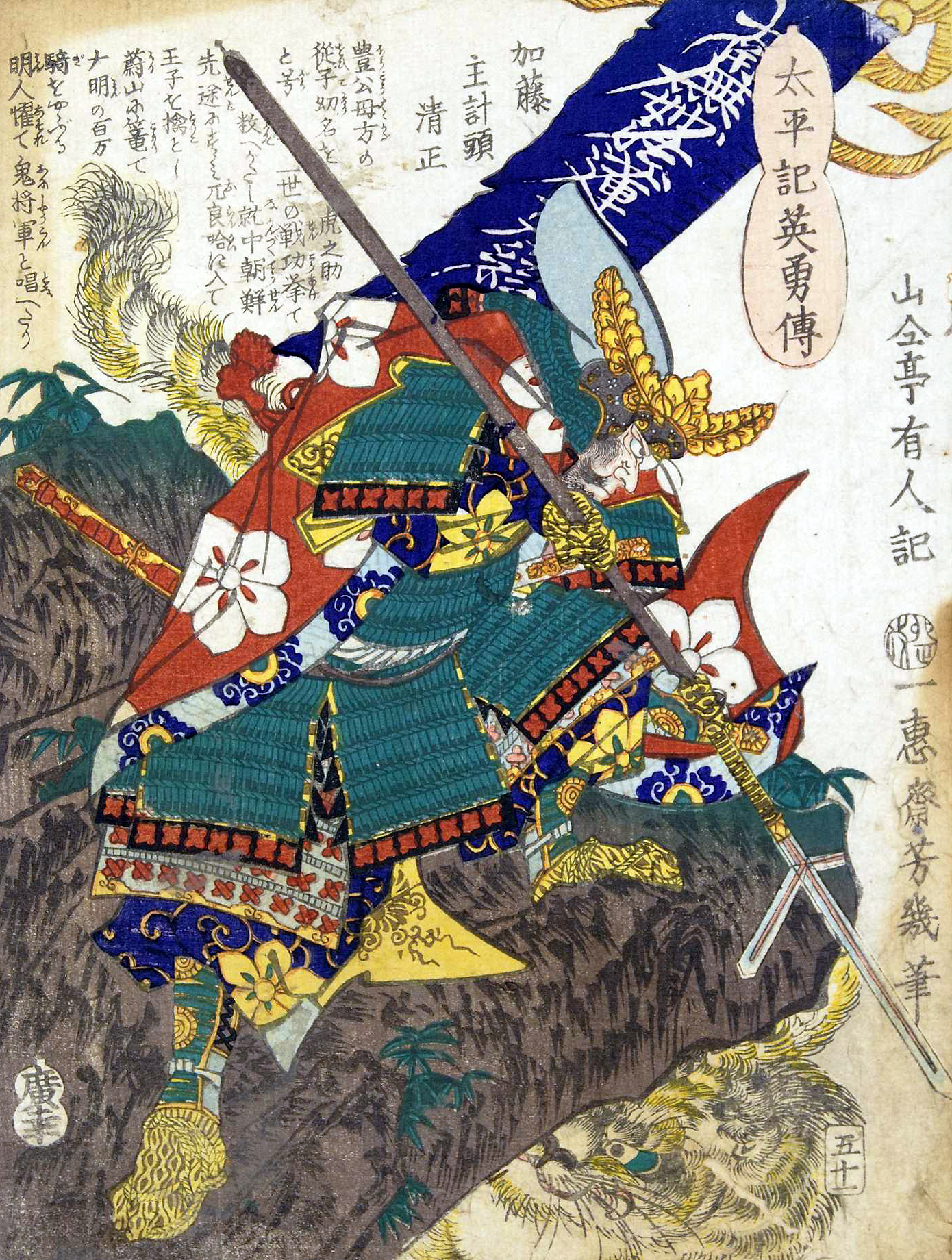
Като Киёмаса с катакама-яри. Гравюра Утагава Ёсиику, 1867 г.